# ریمیکس
ریمیکس (انگلیسی: Remix) فرآیندی در تولید موسیقی است که طی آن یک اثر صوتی از پیش ضبط‌شده با تغییراتی مانند افزودن، حذف یا بازچینی عناصر اصلی، به صورت تازه‌ای بازآفرینی می‌شود. هدف از ریمیکس می‌تواند تطبیق با سلیقهٔ مخاطبان جدید، افزایش جذابیت در کلاب‌ها، یا بازاریابی برای نسخه‌های مختلف یک اثر باشد. 
ریمیکس‌ها معمولاً توسط تهیه‌کنندگان موسیقی یا دی‌جی‌ها انجام می‌شوند و در سبک‌های مختلفی مانند دنس، هیپ‌هاپ، تکنو و پاپ کاربرد دارند. این تغییرات می‌توانند شامل تعویض بیت، تغییر تمپو، افزودن جلوه‌های صوتی، یا حتی ترکیب آثار مختلف (مَش‌آپ) باشند.

## تاریخچه
واژهٔ «ریمیکس» نخستین بار در دههٔ ۱۹۷۰ با ظهور سبک داب در موسیقی جامائیکا رواج یافت، جایی که تهیه‌کنندگان نسخه‌های متفاوتی از یک آهنگ با تنظیم جدید ارائه می‌دادند. این تکنیک بعدها در موسیقی دیسکو، هیپ‌هاپ و موسیقی الکترونیک گسترش یافت و به یکی از ابزارهای کلیدی تولید موسیقی بدل شد.

## ریمیکس در سایر رسانه‌ها
علاوه بر موسیقی، مفهوم ریمیکس در رسانه‌های دیگر نیز کاربرد دارد. در ادبیات، ریمیکس می‌تواند به بازنویسی یا استفادهٔ بینامتنی از آثار دیگر اشاره داشته باشد. در سینما یا تبلیغات نیز گاهی نسخه‌های بازترکیب‌شده از آثار تصویری برای اهداف خلاقانه یا بازاریابی تولید می‌شود.

## تفاوت با دیگر مفاهیم
ریمیکس با مفاهیم زیر تفاوت دارد:
- کاور (بازخوانی): اجرای مجدد یک اثر موسیقی توسط هنرمند دیگر بدون استفاده از ضبط اصلی.
- ادیت: نسخهٔ اصلاح‌شده یا کوتاه‌شده از ضبط اصلی، بدون تغییر اساسی در ساختار موسیقی.
- مَش‌آپ: ترکیب هم‌زمان دو یا چند قطعهٔ موسیقی از آثار مختلف برای ساخت یک اثر جدید.

## نمونه‌های شناخته‌شده
- «You Got the Love» از Candi Staton (ریمیکس توسط The Source)
- آلبوم Blood on the Dance Floor: HIStory in the Mix از مایکل جکسون
- ریمیکس‌های دی‌جی Tiësto از قطعات پاپ دهه ۲۰۰۰